# Polycestinae
Polycestinae è una sottofamiglia di coleotteri della famiglia Buprestidae.

## Tassonomia
- Acmaeodera Eschscholtz, 1829
- Acmaeoderella Cobos, 1955
- Acmaeoderoides Van Dyke, 1942
- Acmaeoderopsis Barr, 1974
- Agenjosiana Cobos, 1981
- Aldabrica Cobos, 1981
- Anambodera Barr, 1974
- Ancylotela Waterhouse, 1882
- Ankareus Kerremans, 1894
- Astraeus Laporte & Gory, 1837
- Atacamita Moore, 1985
- Beerellus Nelson, 1982
- Bellamyina Bily, 1994
- Bilyesta Bellamy, 1999
- Blepharum Thomson, 1878
- Bordonia Cobos, 1980
- Brachmaeodera Volkovitsh & Bellamy, 1992
- Bulis Laporte & Gory, 1837
- Chrysophana LeConte, 1860
- Cobosella Ozdikmen, 2006
- Cobosesta Holm, 1982
- Cochinchinula Volkovitsh, 1984
- Exaesthetus Waterhouse, 1889
- Hayekina Cobos, 1980
- Helferella Cobos, 1957
- Hiperleptodema Bellamy, 1998
- Jelinekia Cobos, 1981
- Kogania Cobos, 1981
- Kurosawaxia Descarpentries, 1986
- Madecacesta Descarpentries, 1975
- Madecastalia Descaprentries, 1975
- Mastogenius Solier, 1849
- Micrasta Kerremans, 1893
- Microacmaeodera Cobos, 1966
- Micropolycesta Cobos, 1981
- Mimicoclytrina Bellamy, 2003
- Namibogenius Bellamy, 1996
- Neocypetes Cobos, 1973
- Neomastogenius Toyama, 1983
- Neopolycesta Kerremans, 1906
- Nothomorpha Saunders, 1871
- Nothomorphoides Holm, 1986
- Ocypetes Saunders, 1871
- Odettea Baudon, 1966
- Paraancylotela Cobos, 1959
- Paracastalia Kerremans, 1902
- Paracmaeoderoides Bellamy & Westcott, 1996
- Parapolycesta Cobos, 1981
- Paratrachys Saunders, 1873
- Paratyndaris Fisher, 1919
- Pelycothorax Bellamy & Westcott, 1996
- Perucola Thery, 1925
- Polycesta Dejean, 1833
- Polycestaxia Cobos, 1981
- Polycestaxis Obenberger, 1920
- Polycestella Kerremans, 1902
- Polycestina Cobos, 1981
- Polycestis Marseul, 1865
- Polycestoides Kerremans, 1902
- Prospheres Bellamy, 2005
- Pseudacherusia Bellamy, 2005
- Pseudocastalia Kraatz, 1896
- Pseudopolycesta Cobos, 1981
- Pseudotrigonogya Manley, 1986
- Ptosima Dejean, 1833
- Richtersveldia Bellamy, 2005
- Schoutedeniastes Burgeon, 1941
- Siamastogenius Toyama, 1983
- Sommaia Toyama, 1985
- Sponsor Gory & Laporte, 1839
- Strigoptera Dejean, 1833
- Strigopteroides Cobos, 1981
- Thaichinula Volkovitsh, 2008
- Theryola Nelson, 1997
- Thrincopyge LeConte, 1858
- Thurntaxisia Schatzmayr, 1929
- Trigonogya Schaeffer, 1919
- Tyndarimorpha Moore & Dieguez, 2006
- Tyndaris Thomson, 1857
- Xantheremia Volkovitsh, 1979
- Xenopsis Saunders, 1867
- Xyroscelis Saunders, 1868